# 政法委員會書記
政法委书记，全称政法委员会书记，是中国共产党内負責統管中国内地“政法机关”，包括公安机关、检察机关院、法院、司法行政机关、国家安全机关和武警部队的党委工作部门政法委员会的负责人。在地方，现常由地方党委副書記任地方党委政法委書記。